# Кеттерінг Таун
ФК «Кеттерінг Таун» (англ. Kettering Town Football Club) — англійський футбольний клуб з міста Бартон Лейтімер, графство Нортгемптоншир, заснований у 1872 році. Виступає у Південній футбольній лізі. Домашні матчі приймає на стадіоні «Лейтімер Парк», місткістю 6 170 глядачів.